# Hanönü (district)
Hanönü is een Turks district in de provincie Kastamonu en telt 4.071 inwoners (2011). Het district heeft een oppervlakte van 359,2 km². Hoofdplaats is Hanönü.
De bevolkingsontwikkeling van het district is weergegeven in onderstaande tabel.
| 1997  | 2000  | 2007  | 2011  |
| ----- | ----- | ----- | ----- |
| 5.618 | 5.545 | 4.487 | 4.071 |